# 三陸駅
三陸駅（さんりくえき）は、岩手県大船渡市三陸町越喜来（おきらい）にある、三陸鉄道リアス線の駅である。旧三陸町の代表駅であった。
駅の愛称は「科学の光」。北里大学海洋生命科学部三陸キャンパスが駅東方に所在し、2007年（平成19年）まで三陸大気球観測所も当地に存在していたことに由来する。

## 歴史

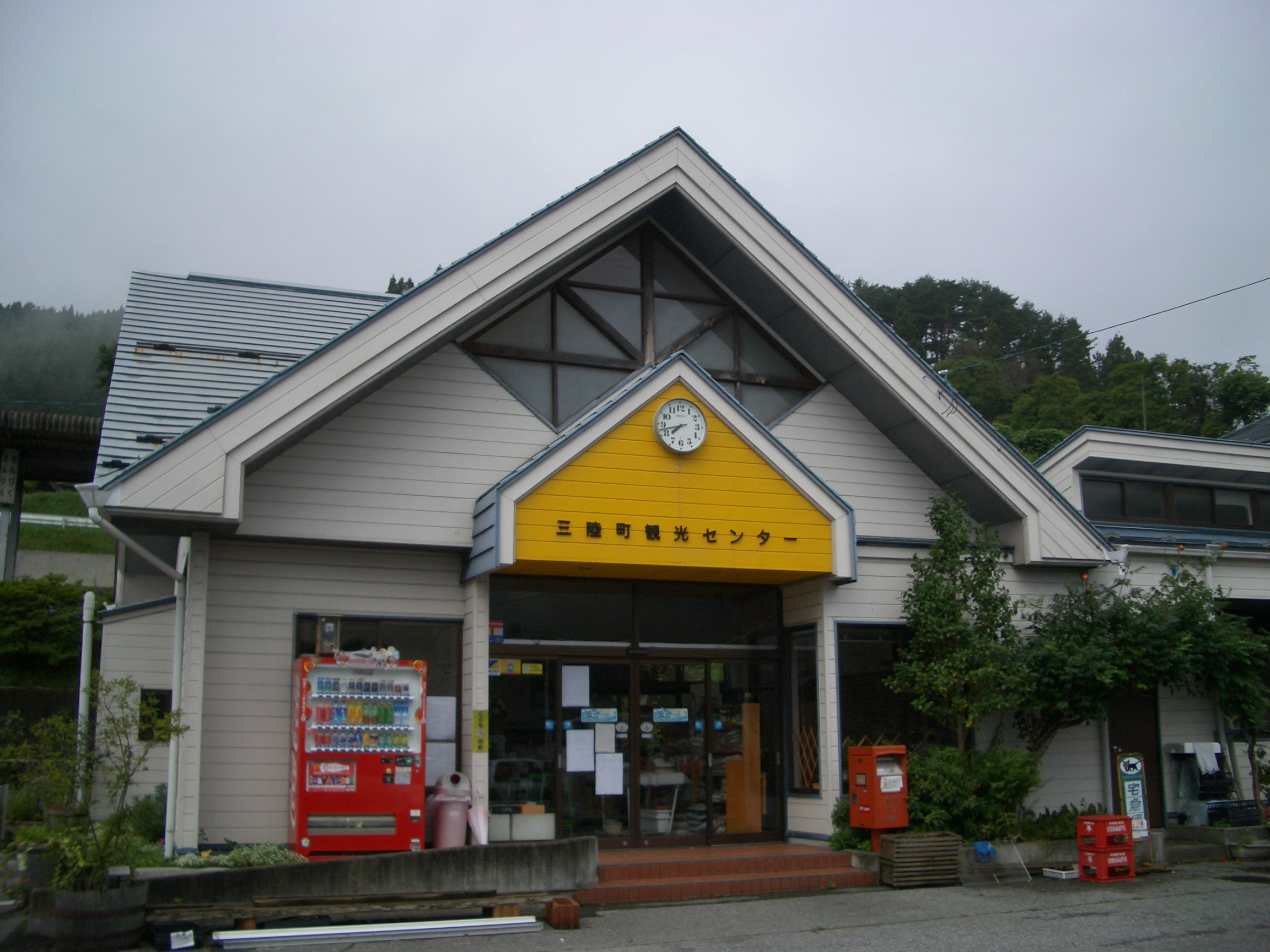
三陸町観光センター閉館前の駅舎（2008年9月）

- 1973年（昭和48年）7月1日：日本国有鉄道盛線の駅として開業[4]。無人駅[5]。
- 1984年（昭和59年）4月1日：三陸鉄道に転換[1][6]。南リアス線の駅となる[6]。
- 1985年（昭和60年）：駅に併設して三陸町観光センターが開館[7]。
- 2011年（平成23年）3月11日：東日本大震災により南リアス線が全線不通となり、営業を休止。
- 2013年（平成25年）4月3日：盛 - 吉浜間の復旧により、営業を再開。
- 2023年（令和5年）
  - 3月21日：三陸町観光センターの運営終了に伴い、乗車券委託販売（簡易委託）の受託を解除し、終日無人化[3][8]。
  - 3月31日：三陸町観光センターが閉館[7][8]。
- 2025年（令和7年）
  - 2月27日：大船渡市山林火災に伴い、盛 - 三陸間が運休となり、28日からバス代行運転を開始。
  - 3月2日：三陸 - 釜石間に運休区間が延長。
  - 3月9日：三陸 - 釜石間が営業を再開。
  - 3月11日：全線で営業を再開。

## 駅構造
島式ホーム1面2線を持つ高架駅で、無人駅である。2023年（令和5年）3月20日までは出札窓口に売店が併設されていた。

### のりば
| のりば | 路線      | 方向 | 行先     |
| ------ | --------- | ---- | -------- |
| 1      | ■リアス線 | 上り | 盛方面   |
| 2      | ■リアス線 | 下り | 釜石方面 |

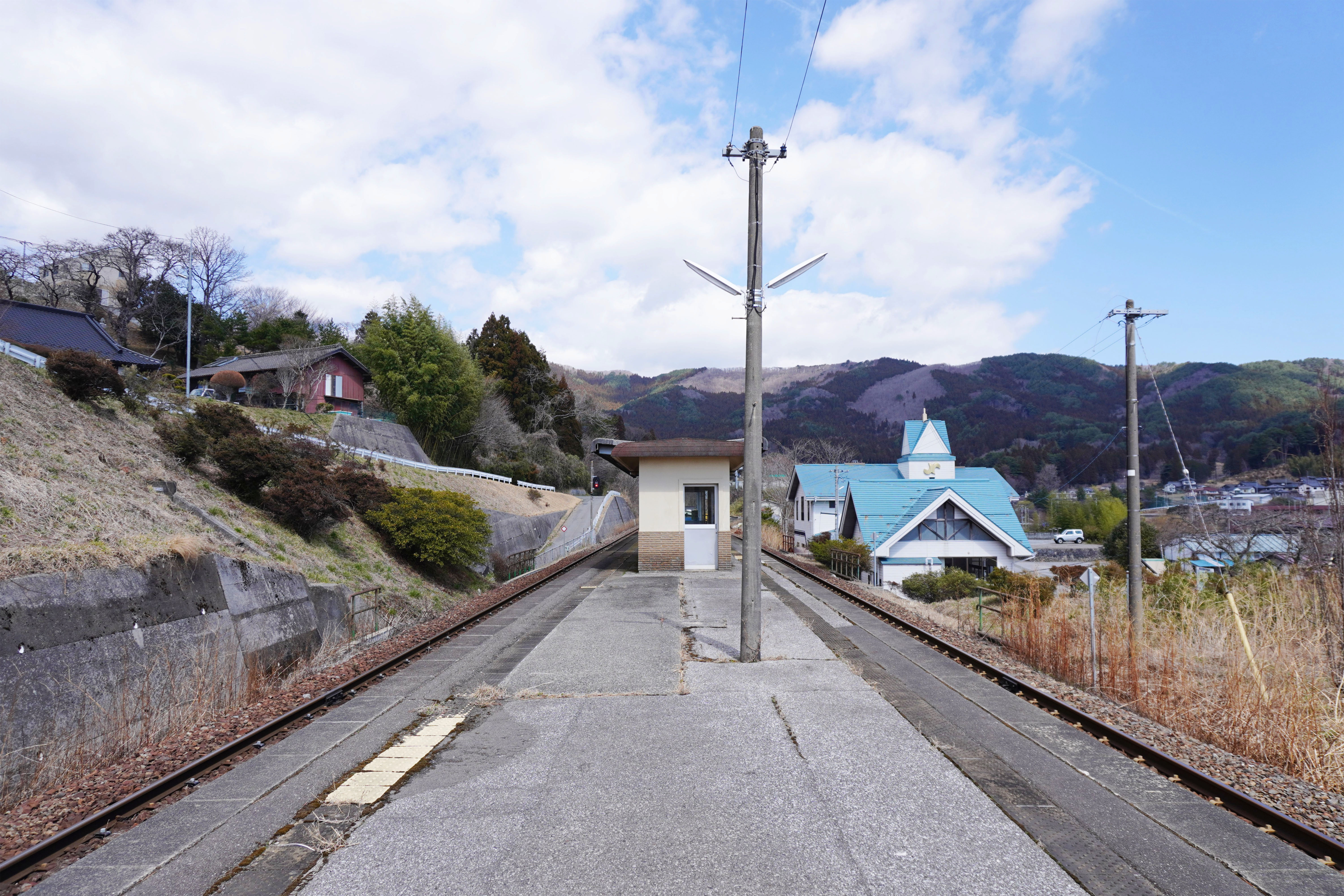
ホーム（2024年3月）

## 利用状況
「大船渡市統計書」によると、2023年度（令和5年度）の1日平均乗車人員は11人である。
2002年度（平成14年度）以降の推移は以下のとおりである。
| 乗車人員推移       | 乗車人員推移     | 乗車人員推移 |
| 年度               | 1日平均 乗車人員 | 出典         |
| ------------------ | ---------------- | ------------ |
| 2002年（平成14年） | 76               | [ 市 2 ]     |
| 2003年（平成15年） | 67               | [ 市 2 ]     |
| 2004年（平成16年） | 78               | [ 市 2 ]     |
| 2005年（平成17年） | 73               | [ 市 3 ]     |
| 2006年（平成18年） | 74               | [ 市 3 ]     |
| 2007年（平成19年） | 72               | [ 市 3 ]     |
| 2008年（平成20年） | 58               | [ 市 4 ]     |
| 2009年（平成21年） | 53               | [ 市 4 ]     |
| 2010年（平成22年） | 59               | [ 市 4 ]     |
| 2011年（平成23年） | 運休             |              |
| 2012年（平成24年） | 運休             |              |
| 2013年（平成25年） | 10               | [ 市 5 ]     |
| 2014年（平成26年） | 22               | [ 市 5 ]     |
| 2015年（平成27年） | 24               | [ 市 5 ]     |
| 2016年（平成28年） | 21               | [ 市 6 ]     |
| 2017年（平成29年） | 19               | [ 市 6 ]     |
| 2018年（平成30年） | 23               | [ 市 6 ]     |
| 2019年（令和元年） | 20               | [ 市 7 ]     |
| 2020年（令和02年） | 18               | [ 市 8 ]     |
| 2021年（令和03年） | 18               | [ 市 9 ]     |
| 2022年（令和04年） | 15               | [ 市 10 ]    |
| 2023年（令和05年） | 11               | [ 市 1 ]     |

## 駅周辺
- 大船渡市役所三陸支所（旧・三陸町役場）
- 三陸郵便局
- 三陸まるごと体験館
- ど根性ポプラ[2]
- 県道9号大船渡綾里三陸線
- 県道209号崎浜港線
- 国道45号
- 越喜来浪板海水浴場
- 越喜来漁港

## 隣の駅
三陸鉄道
■リアス線
甫嶺駅 - 三陸駅 - 吉浜駅

### 記事本文
1. 1 2  石野哲 編『停車場変遷大事典 国鉄・JR編』 II（初版）、JTB、1998年10月1日、487頁。ISBN 978-4-533-02980-6。
2. 1 2 3 4 5  “三陸駅 | 三陸鉄道”.   三陸鉄道. 2024年5月10日閲覧。
3. 1 2 3  「広報大船渡 令和5年3月6日号 > 綾里・三陸観光センターの運営を終了します (PDF)」大船渡市、2023年3月6日、9頁。2024年4月14日時点のオリジナル (PDF)よりアーカイブ。2024年4月14日閲覧。
4. ↑  「日本国有鉄道公示第80号」『官報』1973年6月22日。
5. ↑  「通報 ●盛線綾里・吉浜間の開業について（旅客局）」『鉄道公報』日本国有鉄道総裁室文書課、1973年6月22日、4面。
6. 1 2  「私鉄年表」『私鉄車両編成表 -全国版- '84年版』ジェー・アール・アール、1984年8月1日、141頁。
7. 1 2  「大船渡・三陸町観光センター、37年の歴史に幕」『河北新報』2023年4月2日。2023年5月29日閲覧。
8. 1 2 3  「【重要】三陸町観光センター（三陸鉄道三陸駅）閉館のお知らせ」大船渡市観光物産協会、2023年3月6日。2023年3月10日時点のオリジナルよりアーカイブ。2023年5月29日閲覧。

### 利用状況
1. 1 2  「10.運輸・通信」『大船渡市統計書 令和6年版』（PDF）（レポート）大船渡市、2025年5月、41頁。2025年6月24日閲覧。
2. ↑  「10.運輸・通信」『大船渡市統計書 平成17年版』（PDF）（レポート）大船渡市、2006年3月、62頁。2025年6月24日閲覧。
3. ↑  「10.運輸・通信」『大船渡市統計書 平成20年版』（PDF）（レポート）大船渡市、2009年3月、58頁。2025年6月24日閲覧。
4. ↑  「10.運輸・通信」『大船渡市統計書 平成23年版』（PDF）（レポート）大船渡市、2012年8月、58頁。2025年6月24日閲覧。
5. ↑  「10.運輸・通信」『大船渡市統計書 平成28年版』（PDF）（レポート）大船渡市、2017年4月、43頁。2025年6月24日閲覧。
6. ↑  「10.運輸・通信」『大船渡市統計書 令和元年版』（PDF）（レポート）大船渡市、2020年7月、43頁。2025年6月24日閲覧。
7. ↑  「10.運輸・通信」『大船渡市統計書 令和2年版』（PDF）（レポート）大船渡市、2021年6月、43頁。2025年6月24日閲覧。
8. ↑  「10.運輸・通信」『大船渡市統計書 令和3年版』（PDF）（レポート）大船渡市、2022年7月、41頁。2025年6月24日閲覧。
9. ↑  「10.運輸・通信」『大船渡市統計書 令和4年版』（PDF）（レポート）大船渡市、2023年5月、41頁。2023年7月14日閲覧。
10. ↑  「10.運輸・通信」『大船渡市統計書 令和5年版』（PDF）（レポート）大船渡市、2024年4月、41頁。2025年6月24日閲覧。